# 櫻井義之
櫻井 義之（さくらい よしゆき、1963年〈昭和38年〉2月25日 - ）は、日本の政治家。三重県亀山市長（5期）。元三重県議会議員（4期）、元亀山市議会議員（1期）。

## 来歴
1981年（昭和56年）3月、三重県立神戸高等学校卒業。1986年（昭和61年）3月、関西大学社会学部卒業。
1991年（平成3年）4月、亀山市議会議員選挙に初当選。1期務めたのち、1995年（平成7年）に三重県議会議員選挙に出馬し初当選。2007年（平成19年）まで4選を重ねる。
2009年（平成21年）2月1日に行われた亀山市長選挙に出馬。旧関町長の清水孝哉を破り初当選（櫻井：12,727票、清水：11,193票）。投票率は62.65%。2月6日、市長就任。
2013年（平成25年）、無投票により再選。
2017年（平成29年）の市長選では連合三重の推薦を受けて出馬。元市議の豊田恵理を破り3選（櫻井：12,229票、豊田：7,332票）。投票率は50.00％。
2021年（令和3年）、無投票により4選。
2025年（令和7年）の市長選では古民家スペース経営の神巫リエル（本名：早田有為子）を破り5選（櫻井：11,158票、神巫：3,176票）。投票率は37.6%。